# Grammy Award for Best Contemporary Jazz Album
Der Grammy Award for Best Contemporary Jazz Album (deutsch: „Grammy Award für das beste zeitgenössische Jazz-Album“) ist von 1992 bis 2011 jährlich auf den Grammy Awards verliehener Musikpreis. Mit ihm wurden hochwertige Werke aus der Jazz-Musik geehrt.
Bis 2010 wurde Pat Metheny mit sechs dieser Preise geehrt und ist damit der erfolgreichste Künstler in dieser Kategorie.

## Hintergrund und Geschichte
Die seit 1958 verliehenen Grammy Awards (eigentlich Grammophone Awards) werden jährlich in zahlreichen Kategorien von der National Academy of Recording Arts and Sciences (NARAS) in den Vereinigten Staaten von Amerika vergeben, um künstlerische Leistung, technische Kompetenz und hervorragende Gesamtleistung ohne Rücksicht auf die Album-Verkäufe oder Chart-Position zu ehren.
Dieser Preis wurde 1992 erstmals als Grammy Award for Best Contemporary Jazz Performance an The Manhattan Transfer verliehen. 1993 und 1994 wurde der Preis als Grammy Award for Best Contemporary Jazz Performance (Instrumental) vergeben, 1995 fiel der Zusatz wieder weg. Die nächste Namensänderung erfolgte 2001 mit einer Kriterienänderung: Konnten bislang noch Singles und Alben ausgezeichnet werden, wurde der Grammy als Grammy for Best Contemporary Jazz Album nur noch an Alben verliehen, deren Instrumental-Anteil an der Gesamtspielzeit bei über 51 % liegt.
Bei den Grammy-Verleihungen 2012 wurde dieser Preis nicht mehr vergeben, da er gemeinsam mit dem Grammy Award for Best Instrumental Jazz Album, Individual or Group und dem Grammy Award for Best Latin Jazz Album der Kategorie Best Jazz Instrumental Album zugeschlagen wurde.

## Statistik
Der Künstler mit den meisten Auszeichnungen ist Pat Metheny, der insgesamt sechs Mal geehrt wurde. Randy Brecker gewann den Preis vier Mal, davon ein Mal zusammen mit seinem Bruder Michael Brecker als Duo. Bis auf den Österreicher Joe Zawinul waren alle Preisträger US-Amerikaner. Die Band mit den meisten Nominierungen ohne Auszeichnung sind die Yellowjackets, die sieben Mal nominiert wurden.

## Preisträger
| Jahr                  | Künstler/Band                         | Nationalität       | Werk                    | Weitere Nominierte | Bild des Prämierten                                                 |
| --------------------- | ------------------------------------- | ------------------ | ----------------------- | --- | ------------------------------------------------------------------- |
| 1992 26. Februar 1992 | The Manhattan Transfer                | Vereinigte Staaten | Sassy                   | - Béla Fleck and the Flecktones – Flight of the Cosmic Hippo - Bobby McFerrin – Medicine Music - Claus Ogerman und Michael Brecker – Claus Ogerman Featuring Michael Brecker - Joe Sample – Ashes to Ashes - Yellowjackets – Greenhouse | The Manhattan Transfer auf dem Java Jazz Festival 2008              |
| 1993 24. Februar 1993 | Pat Metheny                           | Vereinigte Staaten | Secret Story            | - Bob Berg – Back Roads - Brecker Brothers – Return of the Brecker Brothers - Bob Mintzer – One Music - David Sanborn – Upfront |                                                                     |
| 1994 1. März 1994     | Pat Metheny Group                     | Vereinigte Staaten | The Road to You         | - Chick Corea Elektric Band II – Paint the World - Fourplay – Between the Sheets - John Patitucci – Another World - Yellowjackets – Like a River                                                                                        | Die Pat Metheny Group in Pittsburgh im Oktober 2003                 |
| 1995 1. März 1995     | Brecker Brothers                      | Vereinigte Staaten | Out of the Loop         | - Jan Garbarek Group – Twelve Moons - Marcus Miller – The Sun Don’t Lie - Mike Stern – Is What It Is - Yellowjackets – Run for Your Life                                                                                                | Michael Brecker 2001 in München                                     |
| 1996 28. Februar 1996 | Pat Metheny Group                     | Vereinigte Staaten | We Live Here            | - Fourplay – Elixir - Marcus Miller – Tales - Lee Ritenour und Larry Carlton – Larry & Lee - Yellowjackets – Dreamland | Pat Metheny mit Steve Rodby, mit dem er die Gruppe gegründet hat    |
| 1997 26. Februar 1997 | Wayne Shorter                         | Vereinigte Staaten | High Life               | - Bob James und Kirk Whalum – Joined at the Hip - T.J. Kirk – If Four Was One - Harvey Mason – Ratamacue - Mike Stern – Between the Lines                                                                                               | Wayne Shorter am Saxophon                                           |
| 1998 25. Februar 1998 | Randy Brecker                         | Vereinigte Staaten | Into the Sun            | - Lee Ritenour – Alive in L.A. - Patrice Rushen – Signature - Joe Sample – Sample This - Grover Washington – Breath of Heaven: A Holiday Collection                                                                                     | Randy Brecker mit seinem Bruder Michael (hinten) 2001 in München    |
| 1999 24. Februar 1999 | Pat Metheny Group                     | Vereinigte Staaten | Imaginary Day           | - George Duke – After Hours - Marcus Miller – Live & More - Yellowjackets – Club Nocturne - Joe Zawinul und The Zawinul Syndicate – World Tour                                                                                          | Pat Metheny auf dem „Milano Jazzin’ Festival“                       |
| 2000 23. Februar 2000 | David Sanborn                         | Vereinigte Staaten | Inside                  | - Russell Gunn – Ethnomusicology, Volume 1 - Tim Hagans – Animation/Imagination - Bob James – Joy Ride - Victor Wooten – Yin-Yang | David Sanborn auf dem Festival de Jazz Riviera Maya 2008            |
| 2001 21. Februar 2001 | Béla Fleck and the Flecktones         | Vereinigte Staaten | Outbound                | - Fourplay – Yes, Please! - Tim Hagans und Bob Belden – Re-Animation: Live! - Ronny Jordan – A Brighter Day - Liquid Soul – Here’s the Deal                                                                                             | Béla Fleck and the Flecktones auf einem Konzert am Hollywood Circle |
| 2002 27. Februar 2002 | Marcus Miller                         | Vereinigte Staaten | M²                      | - CAB – CAB 2 - Bill Evans – Soul Insider - Russell Gunn – Ethnomusicology, Volume 2 - Mike Stern – Voices | Marcus Miller in Brüssel                                            |
| 2003 27. Februar 2003 | Pat Metheny Group                     | Vereinigte Staaten | Speaking of Now         | - Larry Carlton – Deep Into It - John Scofield Band – Überjam - Yellowjackets – Mint Jam - Joe Zawinul – Faces & Places | Pat Metheny wieder in Mailand                                       |
| 2004 4. Februar 2004  | Randy Brecker                         | Vereinigte Staaten | 34th N Lex              | - Nicholas Payton – Sonic Trance - David Sanborn – Time Again - The Crusaders – Rural Renewal |                                                                     |
| 2005 13. Februar 2005 | Bill Frisell                          | Vereinigte Staaten | Unspeakable             | - Fourplay – Journey - Jan Garbarek – In Praise of Dreams - Don Grusin – The Hang - Roy Hargrove – Strength | Bill Frisell 2004 in Seattle                                        |
| 2006 8. Februar 2006  | Pat Metheny Group                     | Vereinigte Staaten | The Way Up              | - Dave Douglas – Keystone - Bill Evans – Soulgrass - Joshua Redman Elastic Band – Momentum - Meshell Ndegeocello – The Spirit Music Jamia: Dance of the Infidel                                                                         | Der Gewinner 2010 in Texas                                          |
| 2007 11. Februar 2007 | Béla Fleck and the Flecktones         | Vereinigte Staaten | The Hidden Land         | - Groove Collective – People People Music Music - Christian Scott – Rewind That - Sex Mob – Sexotica - Mike Stern – Who Let The Cats Out?                                                                                               | Der Namensgeber der Siegerband im Jahre 2007                        |
| 2008 10. Februar 2008 | Herbie Hancock                        | Vereinigte Staaten | River: The Joni Letters | - Will Bernard – Party Hats - Brian Bromberg – Downright Upright - Eldar – Re-Imagination - Jeff Lorber – He Had a Hat | Herbie Hancock gewann den Award nur ein Mal                         |
| 2009 8. Februar 2009  | Randy Brecker                         | Vereinigte Staaten | Randy in Brasil         | - John McLaughlin – Floating Point - Yellowjackets and Mike Stern – Lifecycle - Various Artists – Cannon Re-Loaded: All-Star Celebration of Cannonball Adderley - Various Artists – Miles from India                                    |                                                                     |
| 2010 31. Januar 2010  | Joe Zawinul and The Zawinul Syndicate | Österreich         | 75                      | - Stefon Harris und Blackout – Urbanus - Julian Lage – Sounding Point - Philippe Saisse – At World’s Edge - Mike Stern – Big Neighborhood                                                                                               | Joe Zawinul in Freiburg                                             |
| 2011 13. Februar 2011 | The Stanley Clarke Band               | Vereinigte Staaten | The Stanley Clarke Band | - Joey DeFrancesco – Never Can Say Goodbye - Jeff Lorber Fusion – Now Is the Time - John McLaughlin – To the One - Trombone Shorty – Backatown                                                                                          | Stanley Clarke und George Duke, 2006                                |